# Hokej na lodzie na Zimowej Uniwersjadzie 2015 – turniej kobiet
Turniej kobiet był rozgrywany po raz czwarty w historii. Uczestniczyło w nim osiem zespołów. Rozgrywki zostały podzielone na dwie fazy. Najpierw rozgrywana była faza grupowa, w której zespoły zostały podzielone na jedną grupę z 4 ekipami, a drugą z trzema. Rywalizacja toczyła się w nich systemem każdy z każdym, po czym zespoły z dwóch pierwszych miejsc awansowały do półfinałów.

## Faza grupowa
Legenda
     Awans do półfinału.
     Mecze o miejsca 5-7.

### Grupa A
Tabela
|                   | M | Pkt | Z | Zd | Pd | P | G+ | G- | +/− |
| ----------------- | - | --- | - | -- | -- | - | -- | -- | --- |
| Japonia           | 3 | 9   | 3 | 0  | 0  | 0 | 16 | 1  | +15 |
| Chiny             | 3 | 6   | 2 | 0  | 0  | 1 | 14 | 2  | +12 |
| Stany Zjednoczone | 3 | 3   | 1 | 0  | 0  | 2 | 11 | 7  | +4  |
| Hiszpania         | 3 | 0   | 0 | 0  | 0  | 3 | 1  | 32 | –31 |

Wyniki
| 5 lutego 2015 | Stany Zjednoczone | 1:2 | Chiny | Pabellón de Mulhacen, Granada |

| Szczegóły      | Szczegóły           | Szczegóły       | Szczegóły                            | Szczegóły                                                                                     |
| -------------- | ------------------- | --------------- | ------------------------------------ | --------------------------------------------------------------------------------------------- |
| Godzina: 17:00 | K. Myers (EQ) 43:39 | (0:0, 0:0, 1:2) | 47:00 (EQ) Fang X. 55:27 (EQ) Liu Z. | Widzów: 150 Sędzia główny: Maria Raabye Fuchsel Sędziowie liniowi: Liv Andersson Natasa Pagon |
| Godzina: 17:00 | 6 min. kar          |                 | 8 min. kar                           | Widzów: 150 Sędzia główny: Maria Raabye Fuchsel Sędziowie liniowi: Liv Andersson Natasa Pagon |

| 5 lutego 2015 | Japonia | 11:0 | Hiszpania | Pabellón de Mulhacen, Granada |

| Szczegóły      | Szczegóły | Szczegóły       | Szczegóły   | Szczegóły                                                                                    |
| -------------- | --- | --------------- | ----------- | -------------------------------------------------------------------------------------------- |
| Godzina: 20:30 | A. Toko (PP1) 07:29 R. Moritake (EQ) 12:26 C. Osawa (EQ) 13:58 Y. Notoya (EQ) 19:19 S. Suzuki (EQ) 34:04 Y. Ota (EQ) 39:45 M. Iwasaki (EQ) 45:21 S. Koike (EQ) 50:13 R. Sakamoto (EQ) 51:24 M. Hori (PP1) 55:52 H. Yoneyama (EQ) 56:13 | (4:0, 2:0, 5:0) |             | Widzów: 150 Sędzia główny: Kaisa Ketonen Sędziowie liniowi: Bettina Angerer Tereza Streitova |
| Godzina: 20:30 | 4 min. kar |                 | 10 min. kar | Widzów: 150 Sędzia główny: Kaisa Ketonen Sędziowie liniowi: Bettina Angerer Tereza Streitova |

| 7 lutego 2015 | Stany Zjednoczone | 1:4 | Japonia | Pabellón de Mulhacen, Granada |

| Szczegóły      | Szczegóły             | Szczegóły       | Szczegóły                                                                                     | Szczegóły                                                                                   |
| -------------- | --------------------- | --------------- | --------------------------------------------------------------------------------------------- | ------------------------------------------------------------------------------------------- |
| Godzina: 17:00 | M. O Neil (PP1) 48:59 | (0:1, 0:0, 1:3) | 13:42 (PP2) M. Fujimoto 56:48 (PP1) S. Suzuki 58:08 (PP1) M. Fujimoto 59:46 (PP1) R. Moritake | Widzów: 250 Sędzia główny: Gabriela Mala Sędziowie liniowi: Caroline Sauer Tereza Streitova |
| Godzina: 17:00 | 20 min. kar           |                 | 12 min. kar                                                                                   | Widzów: 250 Sędzia główny: Gabriela Mala Sędziowie liniowi: Caroline Sauer Tereza Streitova |

| 7 lutego 2015 | Hiszpania | 0:12 | Chiny | Pabellón de Mulhacen, Granada |

| Szczegóły      | Szczegóły  | Szczegóły       | Szczegóły | Szczegóły                                                                                            |
| -------------- | ---------- | --------------- | --- | --- |
| Godzina: 20:30 |            | (0:3, 0:6, 0:3) | 00:45 (EQ) Zhang M. 06:12 (SH1) Liu Z. 16:25 (EQ) Kong M. 25:31 (EQ) Fang X. 33:33 (PP1) He X. 36:08 (EQ) Kong M. 36:36 (EQ) Liu Z. 37:02 (EQ) He X. 37:49 (EQ) Zhang M. 47:39 (EQ) Lu S. 49:10 (EQ) Fang X. 49:43 (EQ) Kong M. | Widzów: 350 Sędzia główny: Elise Harbitz-Rasmussen Sędziowie liniowi: Marine Dinant Danielle McGurry |
| Godzina: 20:30 | 6 min. kar |                 | 12 min. kar | Widzów: 350 Sędzia główny: Elise Harbitz-Rasmussen Sędziowie liniowi: Marine Dinant Danielle McGurry |

| 9 lutego 2015 | Chiny | 0:1 | Japonia | Pabellón de Mulhacen, Granada |

| Szczegóły      | Szczegóły   | Szczegóły       | Szczegóły            | Szczegóły                                                                                      |
| -------------- | ----------- | --------------- | -------------------- | ---------------------------------------------------------------------------------------------- |
| Godzina: 17:00 |             | (0:0, 0:0, 0:1) | 47:40 (PP2) M. Morii | Widzów: 350 Sędzia główny: Maria Råbye Fuchsel Sędziowie liniowi: Bettina Angerer Natasa Pagon |
| Godzina: 17:00 | 16 min. kar |                 | 4 min. kar           | Widzów: 350 Sędzia główny: Maria Råbye Fuchsel Sędziowie liniowi: Bettina Angerer Natasa Pagon |

| 9 lutego 2015 | Hiszpania | 1:9 | Stany Zjednoczone | Pabellón de Mulhacen, Granada |

| Szczegóły      | Szczegóły                | Szczegóły       | Szczegóły | Szczegóły                                                                                   |
| -------------- | ------------------------ | --------------- | --- | ------------------------------------------------------------------------------------------- |
| Godzina: 20:30 | V. Abrisqueta (EQ) 20:28 | (0:5, 1:4, 0:0) | 01:58 (EQ) E. Ford 06:58 (PP1) C. Labossierre 10:03 (PP1) M. O Neil 11:48 (EQ) K. Mooney 19:54 (EQ) M. O Neil 23:55 (EQ) H. Williams 29:15 (SH1) K. Mooney 33:43 (PP1) K. Mooney 36:56 (EQ) M. Smiddy | Widzów: 350 Sędzia główny: Zuzana Findurova Sędziowie liniowi: Marine Dinant Caroline Sauer |
| Godzina: 20:30 | 16 min. kar              |                 | 8 min. kar | Widzów: 350 Sędzia główny: Zuzana Findurova Sędziowie liniowi: Marine Dinant Caroline Sauer |

### Grupa B
Tabela
|            | M | Pkt | Z | Zd | Pd | P | G+ | G- | +/− |
| ---------- | - | --- | - | -- | -- | - | -- | -- | --- |
| Rosja      | 2 | 6   | 2 | 0  | 0  | 0 | 15 | 2  | +13 |
| Kanada     | 2 | 3   | 1 | 0  | 0  | 1 | 8  | 4  | +4  |
| Kazachstan | 2 | 0   | 0 | 0  | 0  | 2 | 2  | 19 | –17 |

Wyniki
| 4 lutego 2015 | Kanada | 7:1 | Kazachstan | Pabellón de Mulhacen, Granada |

| Szczegóły      | Szczegóły | Szczegóły       | Szczegóły            | Szczegóły                                                                                          |
| -------------- | --- | --------------- | -------------------- | -------------------------------------------------------------------------------------------------- |
| Godzina: 20:30 | M. McHaffie (EQ) 02:44 B. Polci (EQ) 07:54 J. Fickel (EQ) 12:29 A. Barker (EQ) 37:00 D. Oddy (PP1) 45:47 B. Lanceleve (EQ) 49:33 B. Fouracres (EQ) 54:57 | (3:0, 1:0, 3:1) | 40:50 (EQ) M. Ryspek | Widzów: 115 Sędzia główny: Elise Harbitz-Rasmussen Sędziowie liniowi: Marine Dinant Caroline Sauer |
| Godzina: 20:30 | 6 min. kar |                 | 6 min. kar           | Widzów: 115 Sędzia główny: Elise Harbitz-Rasmussen Sędziowie liniowi: Marine Dinant Caroline Sauer |

| 6 lutego 2015 | Rosja | 12:1 | Kazachstan | Pabellón de Mulhacen, Granada |

| Szczegóły      | Szczegóły | Szczegóły       | Szczegóły               | Szczegóły                                                                                       |
| -------------- | --- | --------------- | ----------------------- | ----------------------------------------------------------------------------------------------- |
| Godzina: 20:30 | O. Sosina (PP1) 08:25 J. Lebediewa (EQ) 10:23 I. Gawriłowa (PP1) 13:04 A. Wafina (EQ) 13:37 O. Sosina (EQ) 24:56 J. Dergaczewa (EQ) 33:49 I. Gawriłowa (EQ) 40:59 O. Sosina (PP1) 43:47 I. Gawriłowa (EQ) 43:53 A. Szokina (EQ) 53:21 A. Wafina (EQ) 56:32 L. Beljakowa (PP1) 58:01 | (4:0, 2:1, 6:0) | 28:59 (EQ) Z. Tuktijewa | Widzów: 250 Sędzia główny: Zuzana Findurova Sędziowie liniowi: Danielle McGurry Brienne Stewart |
| Godzina: 20:30 | 8 min. kar |                 | 12 min. kar             | Widzów: 250 Sędzia główny: Zuzana Findurova Sędziowie liniowi: Danielle McGurry Brienne Stewart |

| 8 lutego 2015 | Kanada | 1:3 | Rosja | Pabellón de Mulhacen, Granada |

| Szczegóły      | Szczegóły                | Szczegóły       | Szczegóły                                                               | Szczegóły                                                                                 |
| -------------- | ------------------------ | --------------- | ----------------------------------------------------------------------- | ----------------------------------------------------------------------------------------- |
| Godzina: 20:30 | B. Lanceleve (PP1) 51:59 | (0:1, 0:1, 1:1) | 08:18 (PP1) I. Gawriłowa 23:46 (EQ) A. Szokina 59:29 (EQ) J. Dergaczewa | Widzów: 350 Sędzia główny: Kaisa Ketonen Sędziowie liniowi: Liv Andersson Brienne Stewart |
| Godzina: 20:30 | 8 min. kar               |                 | 18 min. kar                                                             | Widzów: 350 Sędzia główny: Kaisa Ketonen Sędziowie liniowi: Liv Andersson Brienne Stewart |

## Mecze o miejsca 5.-7.
Tabela
|                   | M | Pkt | Z | Zd | Pd | P | G+ | G- | +/− |
| ----------------- | - | --- | - | -- | -- | - | -- | -- | --- |
| Stany Zjednoczone | 2 | 5   | 1 | 1  | 0  | 0 | 12 | 2  | +10 |
| Kazachstan        | 2 | 4   | 1 | 0  | 1  | 0 | 12 | 3  | +9  |
| Hiszpania         | 2 | 0   | 0 | 0  | 0  | 2 | 0  | 19 | –19 |

Wyniki
| 10 lutego 2015 | Kazachstan | 2:3 dogr. | Stany Zjednoczone | Pabellón de Mulhacen, Granada |

| Szczegóły      | Szczegóły                                     | Szczegóły               | Szczegóły                                                          | Szczegóły                                                                                     |
| -------------- | --------------------------------------------- | ----------------------- | ------------------------------------------------------------------ | --------------------------------------------------------------------------------------------- |
| Godzina: 20:30 | Z. Tuktijewa (SH1) 18:53 M. Ryspek (EQ) 25:17 | (1:0, 1:1, 0:1, d. 0:1) | 34:57 (EQ) K. Augustine 57:23 (EQ) H. Williams 62:46 (PP1) E. Ford | Widzów: 120 Sędzia główny: Gabriela Mala Sędziowie liniowi: Danielle McGurry Tereza Streitova |
| Godzina: 20:30 | 22 min. kar                                   |                         | 6 min. kar                                                         | Widzów: 120 Sędzia główny: Gabriela Mala Sędziowie liniowi: Danielle McGurry Tereza Streitova |

| 12 lutego 2015 | Hiszpania | 0:10 | Kazachstan | Pabellón de Mulhacen, Granada |

| Szczegóły      | Szczegóły    | Szczegóły       | Szczegóły | Szczegóły                                                                                           |
| -------------- | ------------ | --------------- | --- | --------------------------------------------------------------------------------------------------- |
| Godzina: 13:30 |              | (0:4, 0:2, 0:4) | 09:37 (EQ) E. Ramanazowa 12:43 (EQ) Z. Tuktijewa 14:15 (EQ) A. Fux 16:45 (EQ) Z. Tuktijewa 24:49 (EQ) Z. Tuktijewa 33:46 (EQ) A. Fux 43:50 (EQ) P. Aszimowa 56:58 (EQ) M. Ryspek 59:44 (EQ) M. Tursynowa 59:59 (EQ) A. Fux | Widzów: 60 Sędzia główny: Elise Harbitz-Rasmussen Sędziowie liniowi: Caroline Sauer Brienne Stewart |
| Godzina: 13:30 | 12 min. kary |                 | 8 min. kary | Widzów: 60 Sędzia główny: Elise Harbitz-Rasmussen Sędziowie liniowi: Caroline Sauer Brienne Stewart |

| 13 lutego 2015 | Stany Zjednoczone | 9:0 | Hiszpania | Pabellón de Mulhacen, Granada |

| Szczegóły      | Szczegóły | Szczegóły       | Szczegóły   | Szczegóły                                                                                  |
| -------------- | --- | --------------- | ----------- | ------------------------------------------------------------------------------------------ |
| Godzina: 13:30 | K. Levesque (EQ) 08:38 K. Levesque (EQ) 12:53 E. Ford (EQ) 21:35 K. Mooney (EQ) 26:15 K. Augustine (EQ) 32:01 C. Labossiere (EQ) 39:58 A. Abromson (EQ) 45:56 C. Labossiere (EQ) 56:33 E. Chalifoux (EQ) 59:17 | (2:0, 4:0, 3:0) |             | Widzów: 300 Sędzia główny: Gabriela Malá Sędziowie liniowi: Liv Andersson Danielle McGurry |
| Godzina: 13:30 | 6 min. kary |                 | 0 min. kary | Widzów: 300 Sędzia główny: Gabriela Malá Sędziowie liniowi: Liv Andersson Danielle McGurry |

## Faza pucharowa
Półfinały
| 11 lutego 2015 | Japonia | 2:5 | Kanada | Pabellón de Mulhacen, Granada |

| Szczegóły      | Szczegóły                                  | Szczegóły       | Szczegóły | Szczegóły                                                                                      |
| -------------- | ------------------------------------------ | --------------- | --- | ---------------------------------------------------------------------------------------------- |
| Godzina: 13:30 | M. Iwasaki (EQ) 34:02 C. Osawa (PP1) 35:09 | (0:0, 2:3, 0:2) | 27:37 (EQ) J. Flinton 29:35 (EQ) M. McHaffie 34:43 (SH1) T. Houston 57:15 (EQ) M. McHaffie 58:56 (EQ) A. Normore | Widzów: 180 Sędzia główny: Zuzana Findurova Sędziowie liniowi: Bettina Angerer Brienne Stewart |
| Godzina: 13:30 | 12 min. kar                                |                 | 8 min. kar | Widzów: 180 Sędzia główny: Zuzana Findurova Sędziowie liniowi: Bettina Angerer Brienne Stewart |

| 11 lutego 2015 | Rosja | 10:0 | Chiny | Pabellón de Mulhacen, Granada |

| Szczegóły      | Szczegóły | Szczegóły       | Szczegóły   | Szczegóły                                                                                 |
| -------------- | --- | --------------- | ----------- | ----------------------------------------------------------------------------------------- |
| Godzina: 17:00 | A. Gonczarenko (EQ) 03:05 I. Gawriłowa (EQ) 03:24 A. Szokina (EQ) 05:44 A. Gonczarenko (PP1) 10:22 D. Bulatowa (EQ) 25:50 A. Gonczarenko (PP1) 26:28 L. Beljakowa (EQ) 37:15 A. Szokina (SH1) 39:19 A. Szokina (EQ) 40:35 L. Beljakowa (EQ) 57:33 | (4:0, 4:0, 2:0) |             | Widzów: 180 Sędzia główny: Kaisa Ketonen Sędziowie liniowi: Natasa Pagon Tereza Streitova |
| Godzina: 17:00 | 16 min. kar |                 | 10 min. kar | Widzów: 180 Sędzia główny: Kaisa Ketonen Sędziowie liniowi: Natasa Pagon Tereza Streitova |

Mecz o trzecie miejsce
| 12 lutego 2015 | Japonia | 3:1 | Chiny | Palacio Municipal de Deportes de Granada, Granada |

| Szczegóły      | Szczegóły                                                      | Szczegóły       | Szczegóły         | Szczegóły                                                                                     |
| -------------- | -------------------------------------------------------------- | --------------- | ----------------- | --------------------------------------------------------------------------------------------- |
| Godzina: 17:00 | M. Hori (PP1) 10:53 S. Koike (EQ) 27:27 R. Moritake (EQ) 53:17 | (1:1, 1:0, 1:0) | 13:29 (PP2) Lu S. | Widzów: 350 Sędzia główny: Maria Råbye Fuchsel Sędziowie liniowi: Liv Andersson Marine Dinant |
| Godzina: 17:00 | 33 min. kary                                                   |                 | 10 min. kary      | Widzów: 350 Sędzia główny: Maria Råbye Fuchsel Sędziowie liniowi: Liv Andersson Marine Dinant |

Finał
| 12 lutego 2015 | Rosja | 3:0 | Kanada | Palacio Municipal de Deportes de Granada, Granada |

| Szczegóły      | Szczegóły                                                          | Szczegóły       | Szczegóły    | Szczegóły                                                                                 |
| -------------- | ------------------------------------------------------------------ | --------------- | ------------ | ----------------------------------------------------------------------------------------- |
| Godzina: 20:30 | A. Szokina (EQ) 22:16 A. Szokina (PP1) 43:49 W. Pawłowa (EQ) 52:06 | (0:0, 1:0, 2:0) |              | Widzów: 2153 Sędzia główny: Kaisa Ketonen Sędziowie liniowi: Bettina Angerer Natasa Pagon |
| Godzina: 20:30 | 22 min. kary                                                       |                 | 18 min. kary | Widzów: 2153 Sędzia główny: Kaisa Ketonen Sędziowie liniowi: Bettina Angerer Natasa Pagon |